# Collegio elettorale di Guidonia Montecelio (Senato della Repubblica)
Il collegio di Guidonia Montecelio fu un collegio elettorale uninominale della Repubblica Italiana per l'elezione del Senato della Repubblica. Apparteneva alla Circoscrizione Lazio e fu utilizzato per eleggere un senatore nella XII, XIII e XIV legislatura.
Venne istituito nel 1993 con la cosiddetta Legge Mattarella (Legge n. 276, Norme per l'elezione del Senato della Repubblica), attuata in seguito al referendum abrogativo del 1993. La legge istituì per la Camera dei deputati e per il Senato della Repubblica un sistema di elezione misto, in parte maggioritario e in parte proporzionale. Il 75% dei parlamentari dell'assemblea veniva eletto in collegi uninominali tramite sistema maggioritario a turno unico; il restante 25% al Senato veniva eletto tramite recupero proporzionale dei più votati non eletti attraverso un meccanismo di calcolo denominato scorporo, cioè sottraendo dal conteggio dei voti totali di una lista nella parte proporzionale i voti ottenuti dai candidati collegati alla medesima lista che erano eletti nei collegi uninominali con il sistema maggioritario.
Il collegio venne abolito insieme a tutti gli altri che costituivano il Senato con la promulgazione della legge elettorale successiva, la cosiddetta Legge Calderoli. Questa prevedeva un sistema proporzionale con premio di maggioranza, che al Senato veniva attribuito a livello regionale.

## Territorio
Il collegio di Guidonia Montecelio era uno dei 21 collegi uninominali in cui era suddiviso il Lazio e, come previsto dal D.Lgs. del 20 dicembre 1993 n. 535, era interamente compreso nella provincia di Roma e comprendeva i seguenti comuni: Affile, Agosta, Anticoli Corrado, Arcinazzo Romano, Arsoli, Bellegra, Camerata Nuova, Canterano, Capranica Prenestina, Casape, Castel Madama, Castel San Pietro Romano, Cave, Cerreto Laziale, Cervara di Roma, Ciciliano, Cineto Romano, Genazzano, Gerano, Guidonia Montecelio, Jenne, Licenza, Mandela, Marano Equo, Marcellina, Mentana, Olevano Romano, Percile, Pisoniano, Poli, Riofreddo, Rocca Canterano, Rocca di Cave, Rocca Santo Stefano, Roccagiovine, Roiate, Sambuci, San Gregorio da Sassola, San Polo dei Cavalieri, San Vito Romano, Saracinesco, Subiaco, Tivoli, Vallepietra, Vallinfreda, Vicovaro e Vivaro Romano.

## Eletti
| Elezione | Elezione | Senatore                 | Partito                    |
| -------- | -------- | ------------------------ | -------------------------- |
|          | 1994     | Pier Giorgio Gallotti    | Polo del Buon Governo (FI) |
|          | 1996     | Maria Antonietta Sartori | L'Ulivo (PDS/DS)           |
|          | 2001     | Paolo Barelli            | Casa delle Libertà (FI)    |

## Dati elettorali

### XII legislatura
|                               | Pier Giorgio Gallotti ✔️ Eletto    | Polo del Buon Governo        | 51 219  | 39,26 |  |  |  |  |  |
|                               | Maria Antonietta Sartori ✔️ Eletta | Progressisti                 | 49 751  | 38,14 |  |  |  |  |  |
|                               | Giorgio Meli                       | Patto per l'Italia           | 19 197  | 14,72 |  |  |  |  |  |
|                               | Alessandro Antonio Carboni         | Lista Pannella-Riformatori   | 5 323   | 4,08  |  |  |  |  |  |
|                               | Silvana Paglilla                   | Verdi Federalisti            | 3 496   | 2,68  |  |  |  |  |  |
|                               | Maria Laura Tommasi                | Partito della Legge Naturale | 1 462   | 1,12  |  |  |  |  |  |
| Totale                        | Totale                             | Totale                       | 130 448 | 100   |  |  |  |  |  |
|                               |                                    |                              |         |       |  |  |  |  |  |
| Voti non validi               | Voti non validi                    | Voti non validi              | 11 103  | 7,84  |  |  |  |  |  |
| Votanti                       | Votanti                            | Votanti                      | 141 551 | 89,75 |  |  |  |  |  |
| Elettori                      | Elettori                           | Elettori                     | 157 721 |       |  |  |  |  |  |
|                               |                                    |                              |         |       |  |  |  |  |  |
| Data: 27-28 marzo 1994        |                                    |                              |         |       |  |  |  |  |  |
| Fonte: Ministero dell'interno |                                    |                              |         |       |  |  |  |  |  |

### XIII legislatura
|                               | Maria Antonietta Sartori ✔️ Eletta | L'Ulivo                            | 63 967  | 47,93 |  |  |  |  |  |
|                               | Pier Giorgio Gallotti              | Polo per le Libertà                | 56 826  | 42,58 |  |  |  |  |  |
|                               | Stefano Marcotulli                 | Movimento Sociale Fiamma Tricolore | 5 716   | 4,28  |  |  |  |  |  |
|                               | Giovanni Battista Lombardozzi      | Socialista                         | 4 061   | 3,04  |  |  |  |  |  |
|                               | Amerigo Rutigliano                 | Lista Pannella-Sgarbi              | 2 901   | 2,17  |  |  |  |  |  |
| Totale                        | Totale                             | Totale                             | 133 471 | 100   |  |  |  |  |  |
|                               |                                    |                                    |         |       |  |  |  |  |  |
| Voti non validi               | Voti non validi                    | Voti non validi                    | 9 968   | 6,95  |  |  |  |  |  |
| Votanti                       | Votanti                            | Votanti                            | 143 439 | 87,20 |  |  |  |  |  |
| Elettori                      | Elettori                           | Elettori                           | 164 499 |       |  |  |  |  |  |
|                               |                                    |                                    |         |       |  |  |  |  |  |
| Data: 21 aprile 1996          |                                    |                                    |         |       |  |  |  |  |  |
| Fonte: Ministero dell'interno |                                    |                                    |         |       |  |  |  |  |  |

### XIV legislatura
|                               | Paolo Barelli ✔️ Eletto  | Casa delle Libertà                   | 62 336  | 43,54 |  |  |  |  |  |
|                               | Mario Gasbarri ✔️ Eletto | L'Ulivo                              | 57 060  | 39,86 |  |  |  |  |  |
|                               | Guido Mozzetta           | Partito della Rifondazione Comunista | 7 817   | 5,46  |  |  |  |  |  |
|                               | Lucio Maria Colella      | Lista Di Pietro                      | 4 640   | 3,24  |  |  |  |  |  |
|                               | Romualdo Buzzanca        | Democrazia Europea                   | 3 916   | 2,74  |  |  |  |  |  |
|                               | Maria Teresa Montacchini | Lista Pannella-Bonino                | 2 434   | 1,70  |  |  |  |  |  |
|                               | Mauro Urbani             | Fiamma Tricolore                     | 2 384   | 1,67  |  |  |  |  |  |
|                               | Samuele Conti            | Fronte Nazionale                     | 1 908   | 1,33  |  |  |  |  |  |
|                               | Marcello Pasquazi        | Forza Nuova                          | 662     | 0,46  |  |  |  |  |  |
| Totale                        | Totale                   | Totale                               | 143 157 | 100   |  |  |  |  |  |
|                               |                          |                                      |         |       |  |  |  |  |  |
| Voti non validi               | Voti non validi          | Voti non validi                      | 8 541   | 5,63  |  |  |  |  |  |
| Votanti                       | Votanti                  | Votanti                              | 151 698 | 85,72 |  |  |  |  |  |
| Elettori                      | Elettori                 | Elettori                             | 176 965 |       |  |  |  |  |  |
|                               |                          |                                      |         |       |  |  |  |  |  |
| Data: 13 maggio 2001          |                          |                                      |         |       |  |  |  |  |  |
| Fonte: Ministero dell'interno |                          |                                      |         |       |  |  |  |  |  |